# Alexander Dinghas
Alexander Dinghas (Smirne, 9 febbraio 1908 – Berlino, 19 aprile 1974) è stato un matematico greco.

## Biografia
Dinghas nasce il 9 febbraio 1908 a Smirne, in Turchia. Nel 1922 egli e la sua famiglia si trasferirono ad Atene nel 1922.
Dinghas quando completò la scuola secondaria andò presso l'Università Tecnica Nazionale di Atene nel 1925. Nel 1930 si diplomò in ingegneria elettrica e meccanica.
Nel 1931 Dinghas iniziò gli studi presso l'Università di Berlino, in Germania, dove prese anche il dottorato in matematica nel 1936, grazie all'aiuto di Erhard Schmidt.
Dinghas non era un tedesco e la sua carriera negli anni nazisti era molto difficile. Tuttavia, dopo la fine della seconda guerra mondiale, la sua fortuna è cambiata. Divenne professore di matematica presso l'Università Humboldt di Berlino nel 1947. Dal 1949 fino alla sua morte era professore di matematica presso la Libera Università di Berlino e direttore dell'istituto matematico.

## Carriera
Dinghas è noto per il suo lavoro in diverse aree della matematica tra cui equazioni differenziali, funzioni di una variabile complessa, funzioni di diverse variabili complesse, teoria delle misure e geometria differenziale. Il suo contributo più importante era nella teoria delle funzioni, in particolare nelle funzioni subarmoniche.

## Opere
- Vorlesungen über Funktionentheorie, Springer 1961[1]
- Minkowskische Summen und Integrale. Superadditive Mengenfunktionale. Isoperimetrische Ungleichungen (1961)
- Einführung in die Cauchy-Weierstrass'sche Funktionentheorie, BI, 1968
- Zur Differentialgeometrie der klassischen Fundamentalbereiche, Springer 1974